# Nagroda za montaż na Festiwalu Polskich Filmów Fabularnych
Nagroda za montaż na Festiwalu Polskich Filmów Fabularnych przyznawana jest od 1979 r. Najwięcej, trzykrotnie nagrodzeni zostali Wanda Zeman i Paweł Laskowski. Po dwa razy: Mirosława Garlicka, Ewa Smal, Cezary Grzesiuk, Milenia Fiedler, Jarosław Barzan i Jarosław Kamiński. Nagroda wynosi 12 tys. złotych.

## Laureaci nagrody

### 1974-1979
- 1974: nie przyznawano
- 1975: nie przyznawano
- 1976: nie przyznawano
- 1977: nie przyznawano
- 1978: nie przyznawano
- 1979: Łucja Ośko – Klincz

### 1980–1989
- 1980: Janina Niedźwiecka – Pałac i Podróż do Arabii
- 1981: Irena Choryńska – Głosy i Dreszcze
- 1982: festiwal się nie odbył
- 1983: festiwal się nie odbył
- 1984: Mirosława Garlicka – Niech cię odleci mara
- 1985: nie przyznano
- 1986: Elżbieta Kurkowska – Ga, ga. Chwała bohaterom
- 1987: Mirosława Garlicka – Życie wewnętrzne
- 1988: Jadwiga Zajiček – Zabij mnie glino
- 1989: nie przyznano nagród regulaminowych

### 1990–1999
- 1990: nagroda ex-aequo
  - Wanda Zeman – Kornblumenblau
  - Jarosław Wołejko – Kornblumenblau
- 1991: Ewa Pakulska – Śmierć dziecioroba
- 1992: nagroda ex-aequo
  - Wanda Zeman – Psy
  - Zbigniew Niciński – Psy
- 1993: Ewa Smal – Samowolka
- 1994: Wanda Zeman – Psy 2. Ostatnia krew
- 1995: Ewa Smal – Tato
- 1996: Ewa Romanowska-Różewicz – Gry uliczne
- 1997: Milenia Fiedler – Czas zdrady
- 1998: Cezary Grzesiuk – Przystań
- 1999: nagroda ex-aequo
  - Cezary Grzesiuk – Ogniem i mieczem
  - Marcin Bastkowski – Ogniem i mieczem

### 2000–2009
- 2000: Jarosław Barzan – Pół serio
- 2001: Milenia Fiedler – Weiser
- 2002: Marek Denys – Tam i z powrotem (nagroda przyznana pośmiertnie)
- 2003: Jarosław Barzan – Warszawa
- 2004: Krzysztof Szpetmański – Mój Nikifor
- 2005: nagroda ex-aequo
  - Leszek Wosiewicz – Rozdroże Cafe
  - Krzysztof Raczyński – Rozdroże Cafe
- 2006: Jarosław Kamiński – Z odzysku
- 2007: Paweł Witecki – Rezerwat
- 2008: Leszek Starzyński − Drzazgi
- 2009: Paweł Laskowski − Dom zły

### Od 2010
- 2010: Piotr Kmiecik − Chrzest
- 2011: Réka Lemhényi i Maciej Pawliński − Essential Killing
- 2012: nagroda ex-aequo
  - Wojciech Mrówczyński i Adam Kwiatek − Obława
  - Michał Czarnecki − W ciemności
- 2013: Paweł Laskowski − Drogówka
- 2014: Paweł Laskowski − Pod Mocnym Aniołem
- 2015: Agnieszka Glińska − 11 minut oraz Intruz
- 2016: Beata Walentowska – Zjednoczone stany miłości
- 2017: Katarzyna Leśniak – Ptaki śpiewają w Kigali
- 2018: Jarosław Kamiński – Zimna wojna
- 2019: Robert Gryka, Wolfgang Weigl i Krzysztof Arszennik – Ukryta gra